# Barco lanzamisiles

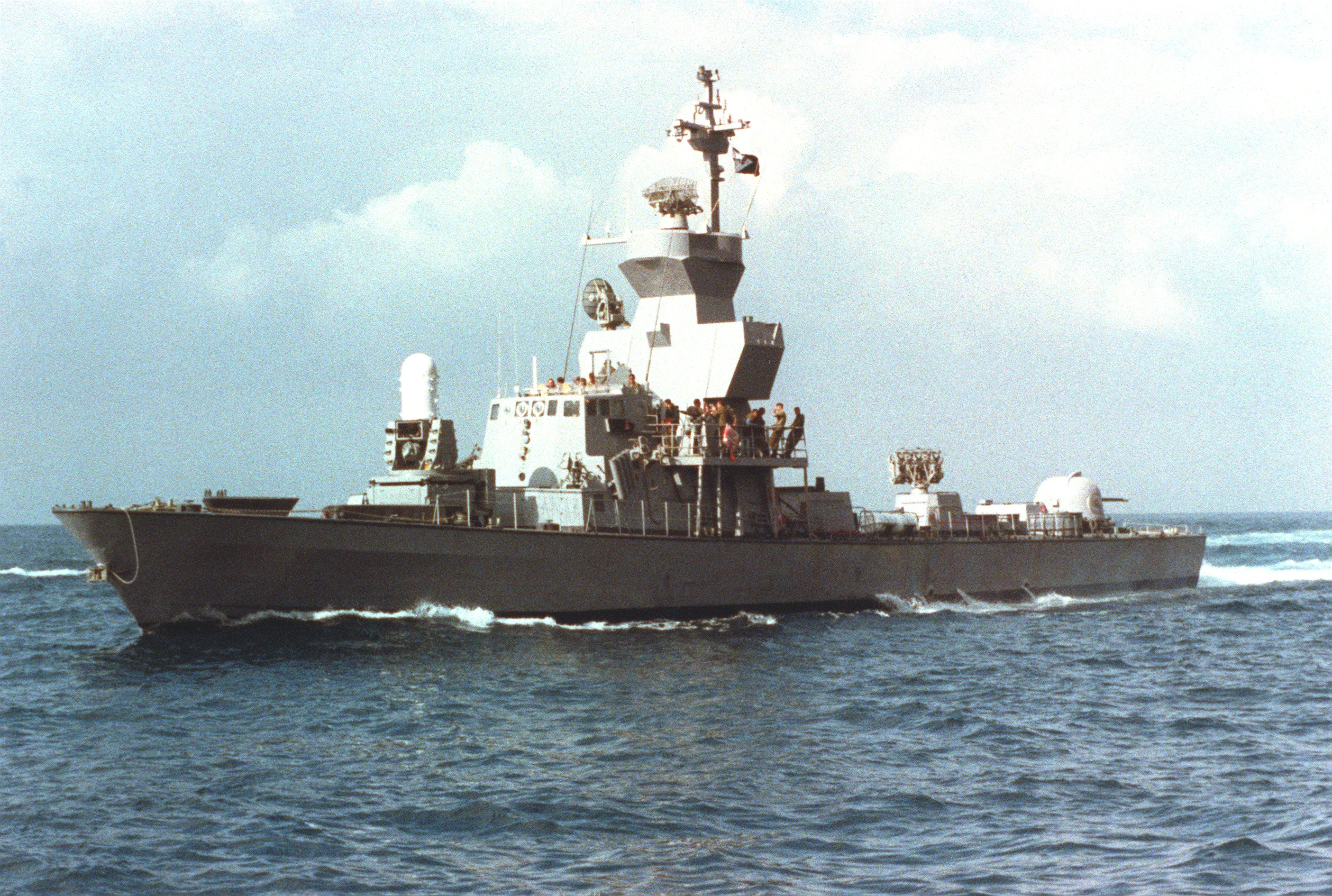
Lancha lanzamisiles Saar 4.5. Alejado a la derecha, un cañón de 76 mm; en el centro, misiles; alejado a la izquierda: 20 mm Phalanx CIWS.

Un barco lanzamisiles, llamado también lancha lanzamisiles, es una nave pequeña armada con misiles antibuque. Siendo un barco pequeño, los barcos lanzamisiles son populares en las naciones que necesitan una Armada de bajo costo de mantenimiento. Son similares en concepto a los torpederos de la Segunda Guerra Mundial; de hecho, los primeros barcos lanzamisiles eran torpederos modificados que sustituyen dos o más tubos de torpedos por sistemas de misiles.

Actualmente se emplean con gran éxito en patrulleras, lo que les aporta una gran funcionalidad a este tipo de embarcaciones dada su, ya de por sí, alta versatilidad al poseer una elevada velocidad y maniobrabilidad. De esta forma pueden actuar de interceptores no solo de embarcaciones pequeñas sino de otras de mayor envergadura e incluso ser consideradas como naves de ataque en grupos contra grandes buques, aunque todo esto a costa de un bajo blindaje, basando su defensa en su rapidez y capacidad de viraje.

## Descripción
La doctrina del empleo de barcos lanzamisiles está basada en el principio de movilidad en la defensa. La aparición de misiles y la tecnología de contramedidas electrónicas, resultó en la idea de un barco lanzamisiles, porque un misil es mucho más exacto que un torpedo y puede penetrar los cascos de barcos de guerra. Los buques de guerra están ahora diseñados para maniobrar y ponerse en una mejor posición antes de recibir su ataque.

## Empleo bélico

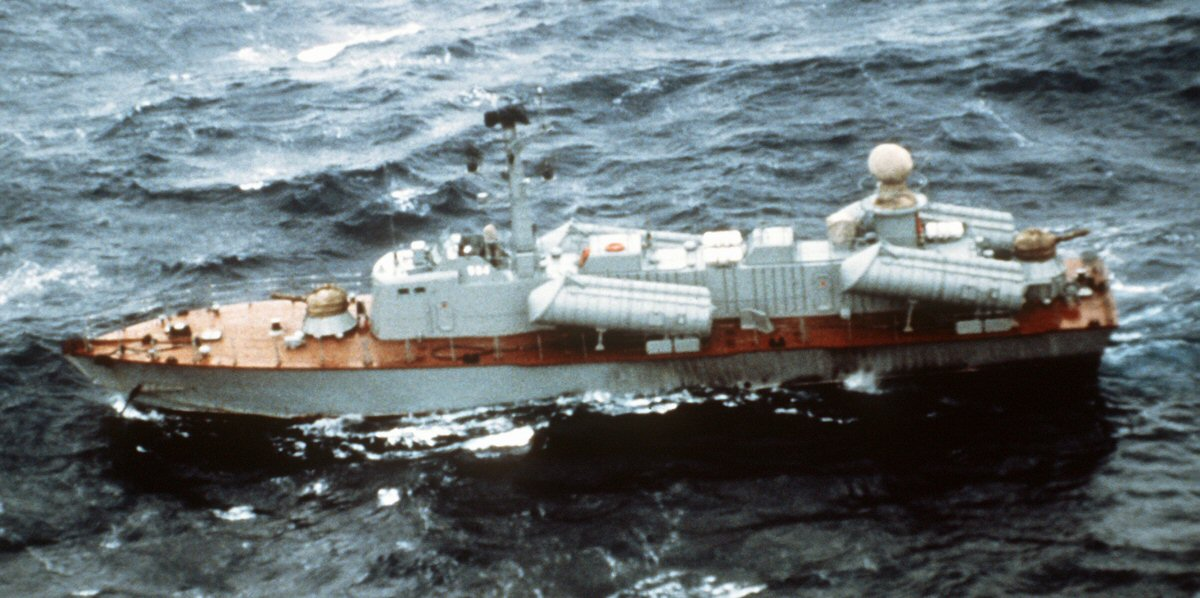
Una vista aérea del haz de un barco de ataque con misiles del proyecto 205-ER (código OTAN clase Osa II) de fabricación soviética en marcha.

El primer uso en combate de un barco lanzamisiles fue por la lancha egipcia Clase Komar, construida por la URSS, que disparó cuatro misiles SS-N-2 Styx contra el destructor israelí Eilat el 20 de octubre de 1967, en el contexto de la Guerra de Desgaste, teniendo como resultado el hundimiento de este último, causando 47 muertos.
Las primeras batallas navales entre barcos lanzamisiles ocurrieron entre la Armada de Israel (usando los misiles Gabriel), y buques sirios y egipcios durante octubre de 1973, en medio de la guerra de Yom Kipur. El primero de estos enfrentamientos se conoce como la Batalla de Latakia. En estas batallas, aproximadamente cincuenta misiles Gabriel y un número similar de misiles SS-N-2 Styx fueron lanzados, dando como resultado el hundimiento de siete naves sirias y egipcias dentro de las que se contaba una lancha Clase OSA.
Cabe recordar que lanzamisiles, se denomina a cualquier barco portador de misiles, con lo que existen la "fragata lanzamisiles", el "destructor lanzamisiles" o el "crucero lanzamisiles".